# Aaltense Goor

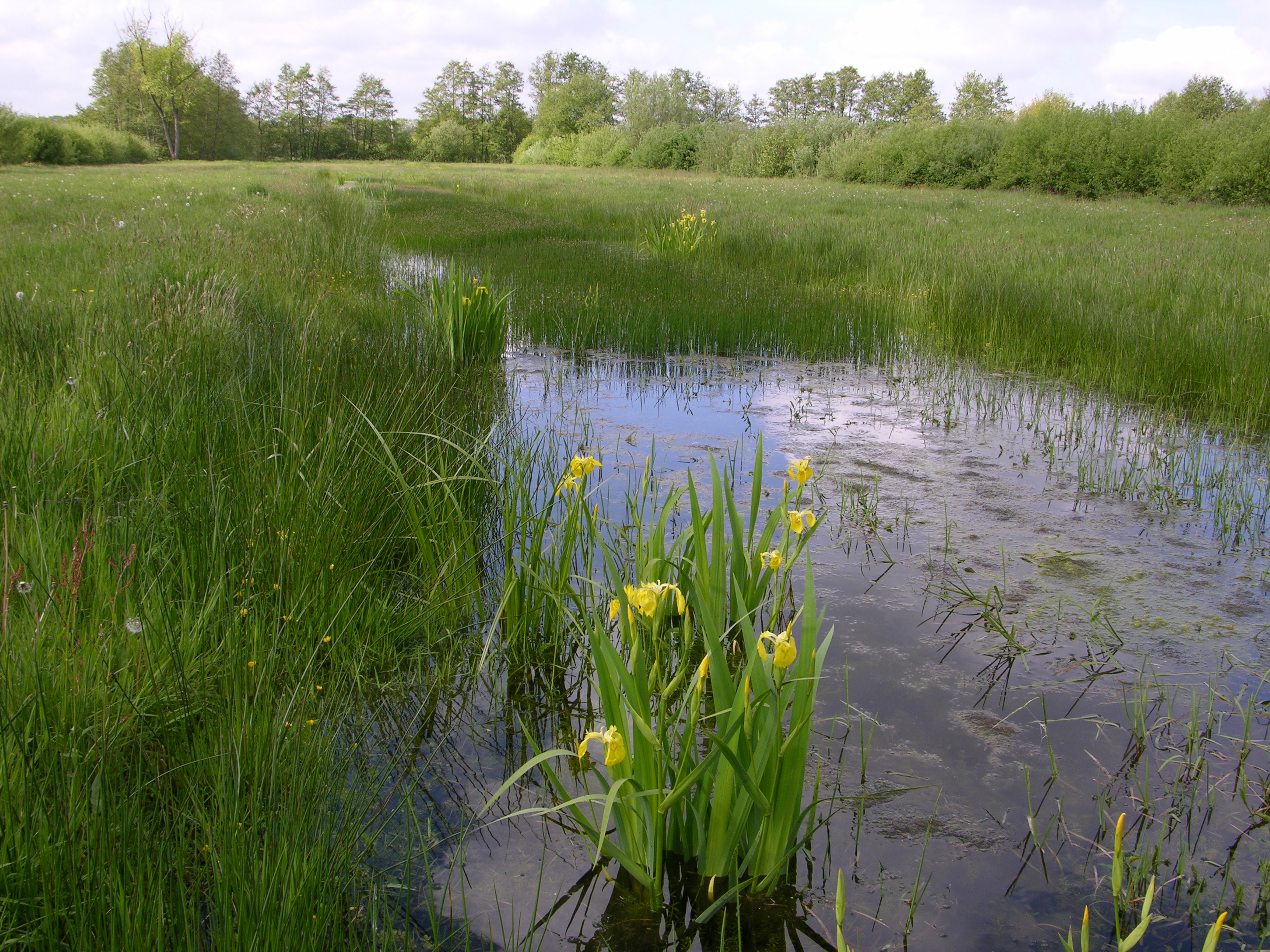
Aaltense Goor in 2005

De Aaltense Goor is een landschapsreservaat in de Nederlandse gemeente Aalten (provincie Gelderland), gelegen op de Halserug.
De Aaltense Goor heeft een omvang van ongeveer 200 hectare. Het natuurgebied in het reservaat is onderdeel van beheergebied Achterhoek van Staatsbosbeheer. Het is aangrenzend met het Zwarte Veen en De Vennebulten. De moerassige gooreerdgronden zijn vanaf de 18e eeuw ontgonnen. Het gebied is vooral in gebruik als grasland. De kleinschalige percelen zijn begrensd door sloten met daarlangs elzen. Er broeden veel vogels waaronder nachtegaal, karekiet, wielewaal, tuinfluiter en geelgors. 

Plangebied Vennebulten, Zwarte Veen, en Aaltense Goor

In 2016 werden voorbereidingen getroffen voor een herinrichtingsplan. Er stond een ruilverkaveling gepland voor het gebied. In reactie daarop werd een brandbrief verzonden door de lokale natuur- en milieuverenigingen. Ze vreesden zeer negatieve gevolgen voor flora en fauna. Het plan is in 2017 van tafel gegaan, omdat het te weinig opleverde ten opzichte van de gemaakte kosten. Er werd een nieuw plan ontwikkeld, waarin alle partijen zich konden vinden. Waterschap Rijn en IJssel is eindverantwoordelijk. Het plan behelst onder andere: 25 hectare nieuwe natuur, waterberging, een nieuwe strook natuur in de vorm van heide langs De Vennebulten, extra routes ten behoeve van recreatie en parkeergelegenheden.
In 2020 werd met de uitvoering begonnen.